# شيرين عبد الفتاح
شيرين عبد الفتاح، (من مواليد 25 سبتمبر 1986) لاعبة كرة طائرة مصرية متقاعدة. كانت ضمن تشكيل منتخب مصر لكرة الطائرة للسيدات.
شاركت في كأس العالم لكرة الطائرة للسيدات في 2003. وعلى مستوى الأندية، فقد لعبت لصالح بالنادي الأهلي منذ 2003.

## وصلات خارجية
- http://www.fivb.org/EN/volleyball/Competitions/WorldCup/2003/women2/Teams/VB_Player.asp?No=13465